# Mick Bates (football, 1947)
Pour les articles homonymes, voir Mick Bates.
Mick Bates est un footballeur anglais né le 19 septembre 1947 à Armthorpe et mort le 12 juillet 2021. Il joue en tant que milieu de terrain dans la Ligue anglaise de football pour les clubs de Leeds United, Walsall, Bradford City et Doncaster Rovers. 

## Biographie
Bates nait à Armthorpe, Doncaster et commence sa carrière de footballeur avec Leeds United.
Bien qu'il soit principalement un joueur d'équipe à Elland Road, incapable de s'imposer dans le onze titulaire en raison de la présence indéboulonnable de Billy Bremner et Johnny Giles, Bates est néanmoins un membre précieux de l'équipe de Don Revie dans les années 1960 et début des années 1970. Ayant signé un contrat professionnel en 1964, Bates fait 187 apparitions pour Leeds et marque neuf buts, dont un contre Juventus lors du match aller de la finale de la Coupe des villes de foires de 1971 à Turin. Ce but, ainsi qu'un match nul 1-1 à Elland Road, permet à Leeds de triompher dans la compétition grâce à la règle des buts à l'extérieur.
Leeds remporte le championnat à deux reprises pendant son séjour au club, en 1969 et en 1974. Bates ne contribue qu'à quatre apparitions pour le premier de ces titres mais à dix, suffisantes pour une médaille, pour le second. Il reste fidèle à Leeds pendant 12 ans malgré le fait qu'il trouverait probablement une place régulière dans la plupart des autres équipes. Des blessures récurrentes au genou entre 1974 et 1976 le tiennent éloigné du terrain pendant une bonne partie de cette période. Il quitte finalement Leeds à l'été 1976, pour rejoindre Walsall pour 25 000 £. Bates a ensuite des passages à Bradford City de 1978 à 1980 pour 20 000 £ et à Doncaster Rovers, qu'il rejoint gratuitement. Il prend sa retraite du football professionnel en 1981 et dirige sa propre entreprise d'assurances.
Mick Bates joue au total 121 matchs pour 4 buts marqués en première division anglaise. Au sein des compétitions européennes, il dispute 6 matchs de Coupe des clubs champions pour un but marqué, 6 matchs de Coupe des vainqueurs de coupe pour un but marqué et 23 matchs de Coupe des villes de foire/Coupe UEFA pour deux buts marqués.

## Palmarès
Leeds United
| - Championnat d'Angleterre (1) : - Champion : 1973-74. - Vice-champion : 1964-65, 1965-66, 1969-70, 1970-71 et 1971-72. - Coupe d'Angleterre (1) : - Finaliste : 1971-72. |  | - Coupe de la Ligue anglaise (1) : - Vainqueur : 1967-68. - Charity Shield (1) : - Vainqueur : 1969. - Finaliste : 1974. - Coupe des villes de foires (2) : - Vainqueur : 1967-68 et 1970-71. - Finaliste : 1966-67. |  | - Coupe d'Europe des vainqueurs de coupe : - Finaliste : 1972-73. - Coupe des clubs champions : - Finaliste : 1974-75. |